# Pontelungo (Bologna)
Il Pontelungo è un ponte ad arcate situato lungo la via Emilia, a Bologna. Attraversa il fiume Reno.

## Storia
Il ponte fu costruito tra il 1878 e il 1880, su progetto di Adriano Panighi. In un primo tempo fu chiamato Ponte Nuovo, mentre in seguito assunse la denominazione di Pontelungo.
Sostituì un antico ponte sul Reno risalente al XII secolo, edificato nella stessa posizione, ormai irrimediabilmente danneggiato dalle successive piene del fiume.
Il ponte fu severamente danneggiato dalla piena del Reno del 1893; subì inoltre le incursioni alleate durante la seconda guerra mondiale.
Dal 30 agosto 2021 il ponte è oggetto di importanti lavori di restauro, della durata prevista di tre anni, che comporteranno il consolidamento strutturale, l'ampliamento dell'impalcato, la predisposizione per il passaggio della linea 1 della rete tranviaria di Bologna e il restauro delle quattro sirene.

## Struttura
I quattro capi delle spallette del ponte sono decorati con sirene in marmo, opera dello scultore Carlo Monari.